# Bolliidae
De Bolliidae zijn een familie van uitgestorven kreeftachtigen uit de klasse van de Ostracoda (mosselkreeftjes).

## Geslachten
- Klonkina Kruta, 1986 †
- Limatia Schallreuter, 1991 †
- Sekobollia Schallreuter, 1991 †
- Tmemolophus Kesling, 1953 †
- Ullehmannia Schallreuter, 1986 †
- Ulrichia Jones, 1890 †